# ADtranz DE-AC33C
Die unter dem Namen Blue Tiger vermarktete DE-AC33C ist eine Baureihe von Diesellokomotiven mit elektrischer Leistungsübertragung für den schweren Güterzugdienst, die von 1996 bis 2004 in verschiedenen Ausführungen hergestellt wurde. Sie wurde von ADtranz in Zusammenarbeit mit dem US-amerikanischen Konzern General Electric entwickelt und anfangs von ADtranz in Kassel sowie in Lizenz bei der Pakistan Locomotive Factory in Risalpur gebaut. Mit der Übernahme des Herstellers ADtranz durch Bombardier Transportation im Jahr 2001 wurde die DE-AC33C ein Produkt dieses Unternehmens. Bekannt wurde der in Deutschland als Baureihe 250 geführte Lokomotivtyp durch den mittlerweile verschrotteten Prototyp 250 001.

## Geschichte
Von der ursprünglich als Plattform geplanten Blue-Tiger-Lokomotivfamilie entstanden zwischen 1996 und 2004 insgesamt 61 Exemplare in verschiedenen Ausführungen. Auf den 1996 fertiggestellten Prototyp mit der Nummer 250 001 folgte im selben Jahr die Auslieferung von 10 Fahrzeugen für die Pakistan Railways, welche mit dem Schiff nach Pakistan transportiert wurden. Weitere 20 Lokomotiven ließ die pakistanische Staatsbahn in Lizenz bei der Pakistan Locomotive Factory in Risalpur bauen. Die Fahrzeuge wurden der Reihe AGE30 zugeordnet und als 6001 bis 6030 nummeriert. Von 2002 bis 2003 baute Bombardier als Nachfolger von ADtranz 10 Fahrzeuge für den deutschen Markt, die die Nummern 250 002 bis 250 011 erhielten und seitdem ausschließlich von privaten Bahngesellschaften eingesetzt werden. Die letzten 20 Maschinen wurden in den Jahren 2003 und 2004 an die malaysische Bahngesellschaft Keretapi Tanah Melayu geliefert, wo sie als 26101 bis 26120 im Einsatz sind. In Deutschland erhielt die Baureihe 250 Ende 2004 die Zulassung zum Befahren von Steilstrecken, mit der sie unter anderem auf der Rübelandbahn verkehrte. Zu Beginn des Jahres 2005 kündigte Bombardier an, nur noch größere Bestellmengen zu fertigen und von einer weiteren aktiven Bewerbung zugunsten einer eigenen Entwicklung auf Basis der TRAXX-Familie abzusehen.

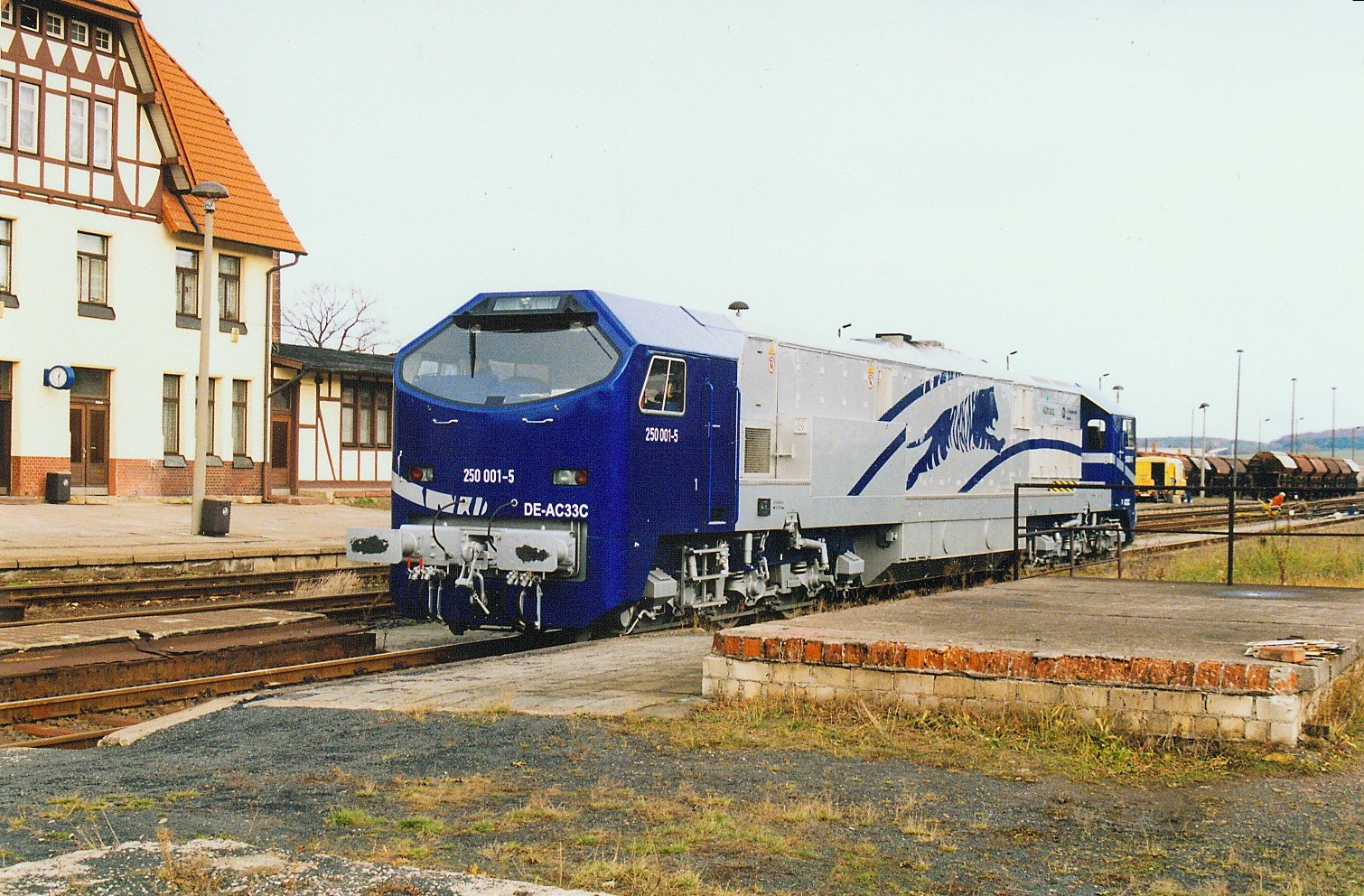
Prototyp 250 001 im Bahnhof Vacha (November 1997)
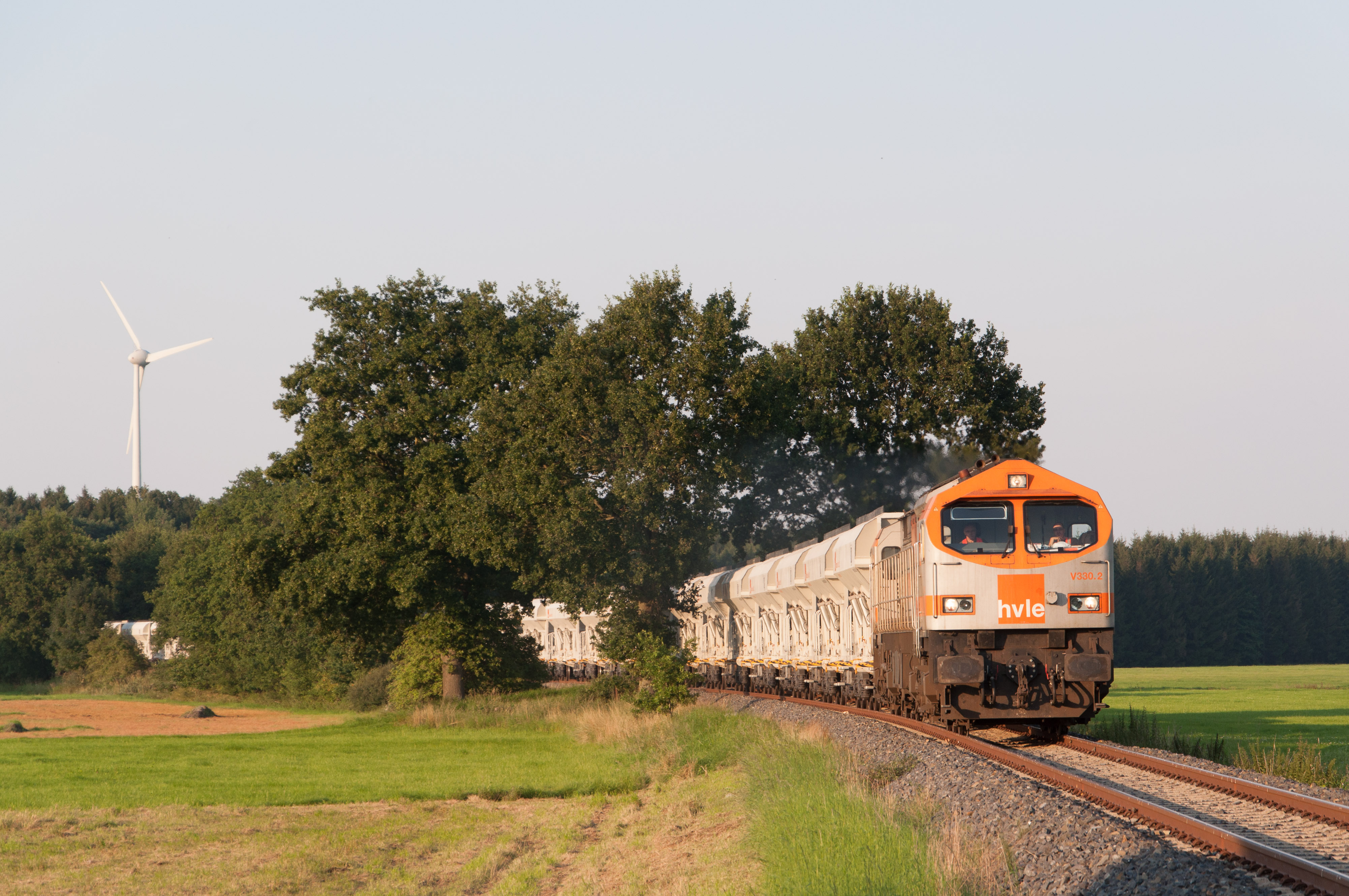
HVLE 250 010 nahe Wietzendorf (August 2015)
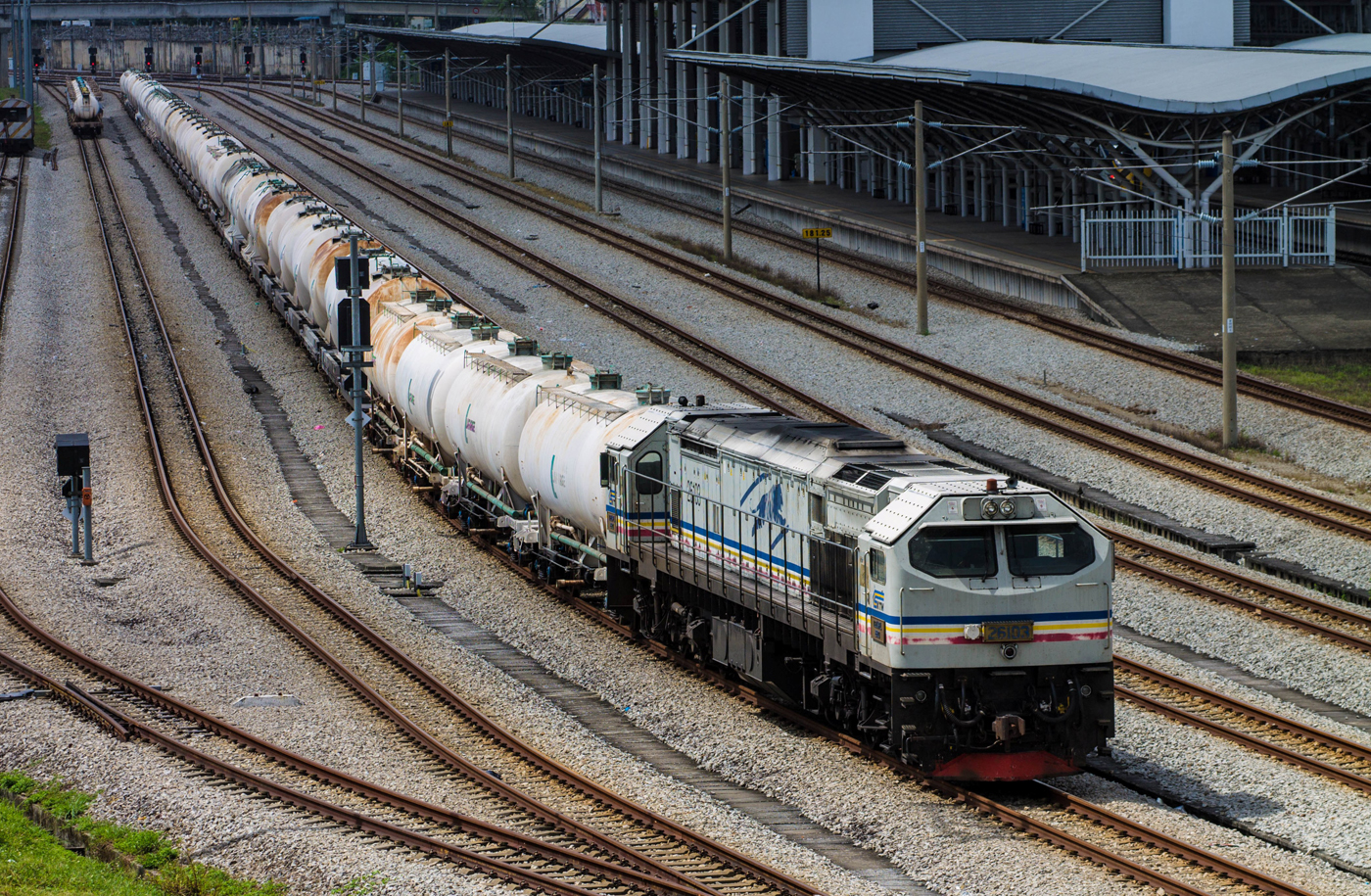
KTM 26103 in Ipoh (Juni 2018)
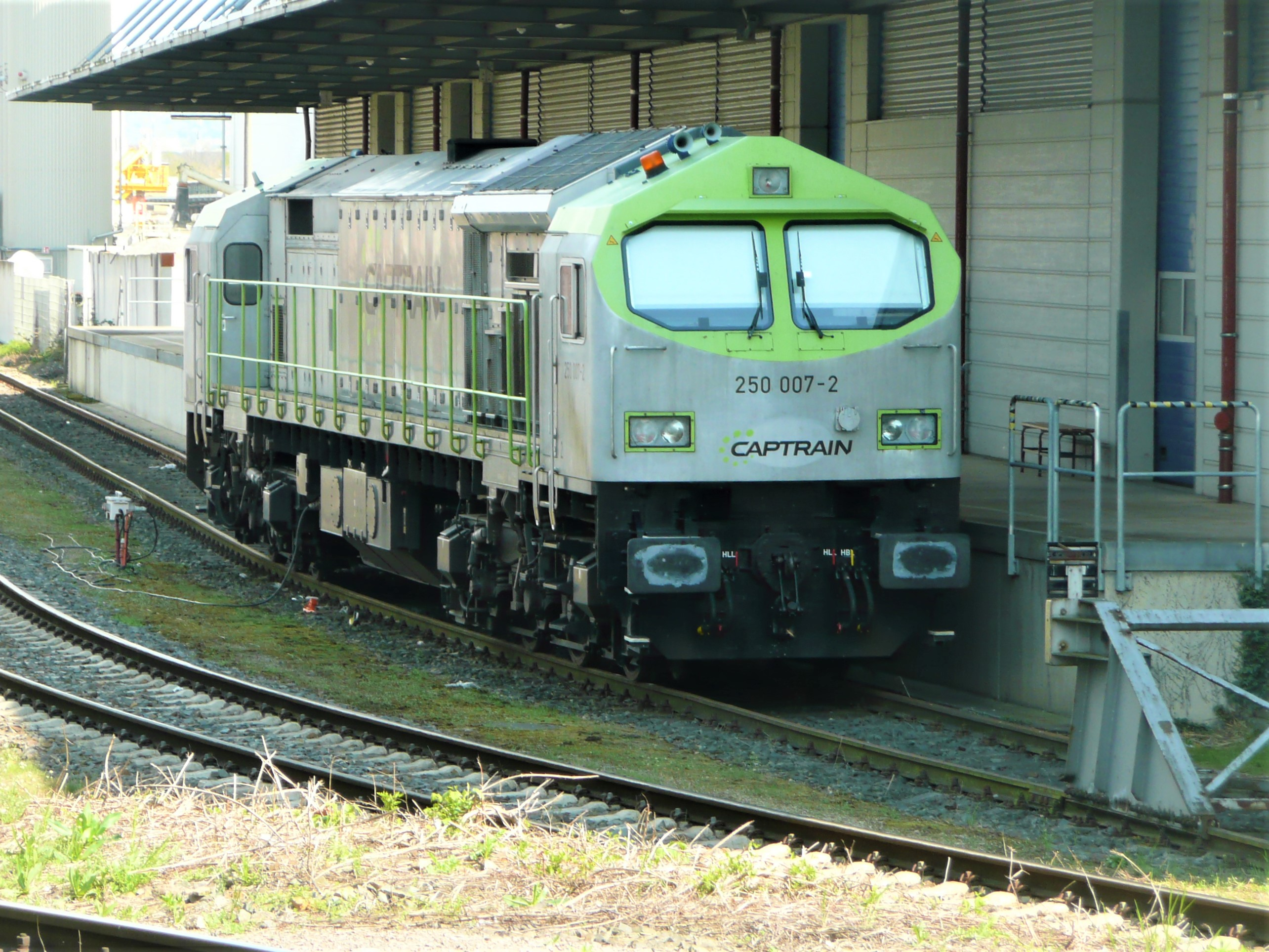
ITL 250 007 auf der Hafenbahn Dresden (April 2022)

## Konstruktion
Die Lokomotive besitzt einen mittelschnell laufenden 12-Zylinder-Dieselmotor mit 2460 kW (3345 PS) Leistung und Drehstromtechnik von General Electric. Diese Komponenten stammen aus anderen erfolgreichen Lokkonstruktionen der amerikanischen Firma. Von Adtranz wurden die Henschel-Flexifloat-Drehgestelle und die mechanische Konstruktion der Lok in die Partnerschaft eingebracht. Jeder Radsatz der Lok ist mit einem luftgekühlten IGBT-Wechselrichter ausgestattet; des Weiteren besitzt sie ein computergesteuertes Diagnosesystem.

## Einsatz
Der einst blau-grau lackierte und mit Tigermotiv versehene Prototyp wurde anfangs von BASF, später von den Mindener Kreisbahnen eingesetzt und schließlich an die Osthannoverschen Eisenbahnen (OHE) verkauft. Als die Frist der Lok und damit auch die spezielle Zulassung als Prototypfahrzeug auslief, wurden umfangreiche Modifikationen notwendig, um die Maschine weiterhin einsetzen zu können. Neben einer Verstärkung der Fahrzeugfront durch aufgeschweißte Stahlbalken erhielt die Lok auch ein Umlaufgitter an den Seiten.
Lokomotiven dieses Typs werden in Deutschland ausschließlich von privaten Eisenbahnunternehmen eingesetzt, wie zum Beispiel der Havelländischen Eisenbahn (HVLE) Berlin oder der ITL Dresden. Zuvor waren ein Großteil der Lokomotiven in einem Mietpool des Herstellers Bombardier organisiert, nachdem der erste Großbesteller, die KEG, mit Hinweis auf die sich verzögernde Zulassung vom Kauf zurückgetreten war. Aufsehen erregte eine im Januar 2005 erfolgte Testreihe der Deutsche-Bahn-Tochter DB AutoZug, die ihre Autozüge einige Tage von einer Lokomotive der Baureihe 250 ziehen ließ.
Die Loks sind derzeit wie folgt aufgeteilt:
Havelländische Eisenbahn AG
330094 (250 001) silber/rot (modifizierter Prototyp) – verschrottet am 8. Februar 2022
V330.1 (250 002) silber/orange (ehemals silber/blau mit blauem Tigermuster)
V330.2 (250 010) silber/orange (ehemals silber/blau)
V330.3 (250 011) silber/orange
V330.4 (250 004) silber/orange (ehemalige V20 (250 004) in silber mit rotem Streifen der Mindener Kreisbahnen)
V330.5 (250 008) Orange (ehemalige 330090 der Osthannoversche Eisenbahnen AG)
V330.6 (250 003) silber/orange (ehemalige 330093 der Osthannoversche Eisenbahnen AG)
V330.7 (250 005) silber/orange (ehemalige 330092 der Osthannoversche Eisenbahnen AG)
V330.8 (250 009) silber/orange (ehemalige 330091 der Osthannoversche Eisenbahnen AG)
Captrain/ITL Eisenbahngesellschaft mbH
250 006 silber/neongrün
250 007 silber/neongrün